# 장폴 뒤부아

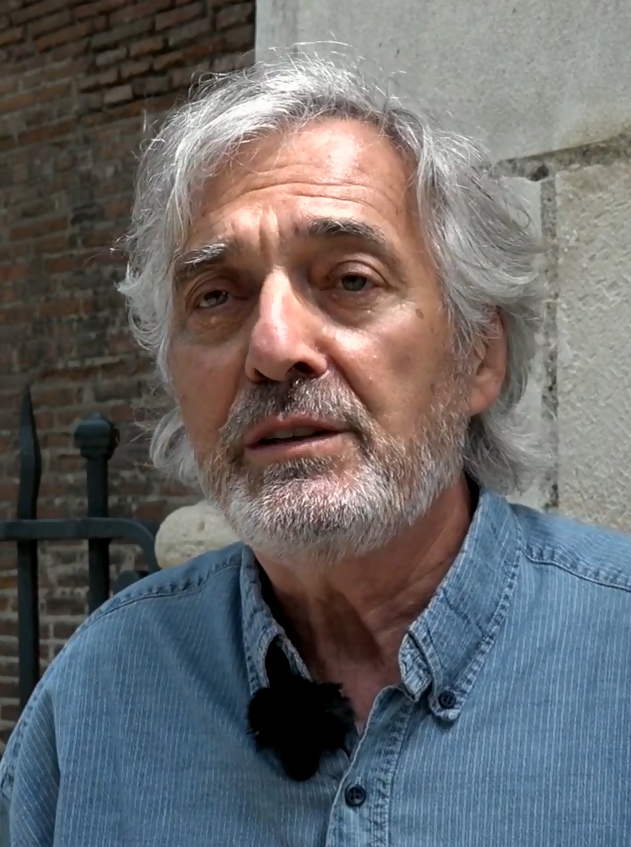
장폴 뒤부아

장폴 뒤부아(Jean-Paul Dubois, 1950년 ~ )는 프랑스의 작가이다.

## 작품
- 《프랑스적인 삶(Une vie française)》 2004년
- 《타네 씨, 농담하지 마세요(Vous plaisantez, Monsieur Tanner)》, 2006년